# 케빈 훅스
케빈 훅스(Kevin Hooks, 1958년 9월 19일 ~ )는 미국의 배우, 영화 감독, 텔레비전 배우, 영화 프로듀서이다.
필라델피아에서 태어났다.

## 방송
- 더 인사이드

## 영화
- 더 파인더 (2011년)
- 디트로이트 1-8-7 (2010년)
- 휴먼 타겟 1 (2010년)
- 프리즌 브레이크: 완결편 (2009년)
- 더 인사이드 (2005년)
- 프리즌 브레이크 시즌1 (2005년)
- 로스트 시즌1 (2004년)
- 사운더 (2003년)
- 위드아웃 어 트레이스 1 (2002년)
- 블랙 독 (1998년)
- 플레드 (1996년)
- 프로파일러 (1996년)
- 사랑하는 딸에게 (1994년)
- 화이트 코브라 (1993년)
- 흑백 청춘 (1992년)
- 동기없는 살인 (1992년)
- 패신저 57 (1992년)
- 엄밀한 일 (1991년)
- 분노의 파도 (1990년)
- 크리프트 스토리 - TV 시리즈 (1989년)
- 이너스페이스 (1987년)
- 브이 - TV 시리즈 (1984년)
- 테이크 다운 (1978년)
- 아론은 안젤라를 사랑했다 (1975년)
- 사운더 (1972년) - 데이빗 리 모건 역